# Gmina Wranesztica
Gmina Wranesztica (mac. Општина Вранештица) – nieistniejąca gmina w zachodniej Macedonii Północnej. W 2013 roku została przyłączona do gminy Kiczewo.
Graniczyła z gminami: Płasnica i Makedonski Brod od wschodu, Drugowo od południa, Kiczewo od zachodu oraz Osłomej od północy.
Skład etniczny
- 78,14% – Macedończycy
- 20,88% – Turcy
- 0,98% – pozostali

W skład gminy wchodziło 15 zamieszkanych wsi: Wranesztica jako centrum administracyjne oraz wsie: Atiszta, Bigor Dołenci, Czełopeci, Dupjani, Karbunica, Koziczino, Kruszica, Miokazi, Orłanci, Patec, Rabetino, Reczani, Swetoracze, Staroec.